# Serge Pauwels
Pour les articles homonymes, voir Pauwels.
Serge Pauwels est un ancien coureur cycliste belge (né le 21 novembre 1983 à Lierre, dans la province d'Anvers).

## Biographie

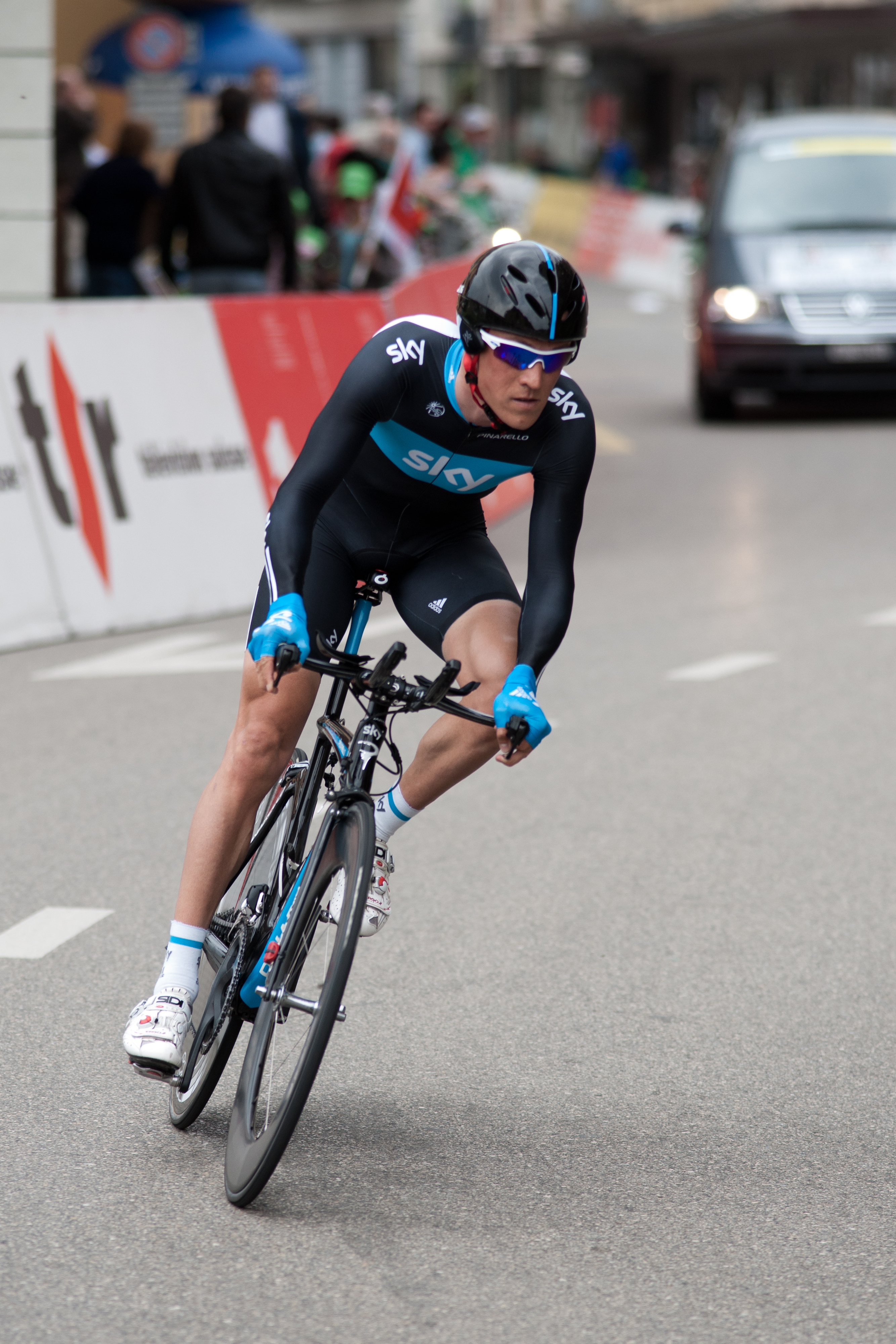
Serge Pauwels lors de la 3e étape du Tour de Romandie 2010.

Serge Pauwels naît le 21 novembre 1983 à Lierre, dans la province d'Anvers, en Belgique.
Il entre en 2004 dans l'équipe Rabobank GS3, qui devient Rabobank Continental l'année suivante. Il devient professionnel en 2006 en entrant dans l'équipe Chocolade Jacques-Topsport Vlaanderen, qui devient en 2008 Topsport Vlaanderen. En 2009, il entre dans l'équipe Cervélo Test, et est recruté par Sky en 2010. 
De 2012 à 2014, il court pour l'équipe Omega Pharma-Quick Step. Enfin, en 2015, il fait son entrée dans l'équipe MTN-Qhubeka.
Il participe au Tour de France 2015 et termine à la treizième place au classement général, étant parvenu à prendre part à plusieurs échappées fructueuses lors de la dernière semaine dans les Alpes.
Serge Pauwels a déjà terminé quatrième du Tour de l'Avenir, huitième du Grand Prix de Wallonie 2006, dix-septième et meilleur grimpeur du Tour Down Under, douzième de la Route du Sud, dix-huitième du Tour de Burgos, en 2007, et enfin huitième du Tour de Wallonie, en 2008. Il compte deux victoires professionnelles à son actif, acquises en 2017.
Il quitte le Tour de France 2018 au terme de la 15e étape à la suite d'une chute qui lui cause une fracture au coude droit. Au moment de son abandon, Pauwels est troisième au classement de la montagne.
C'est un coureur qui est devenu un spécialiste des classements de la montagne en prenant souvent les échappées dans les étapes aux parcours accidentées.
Le 12 octobre 2020, il annonce via Twitter qu'il prend sa retraite. Il est actuellement sélectionneur national de l'équipe cycliste de Belgique.

## Palmarès et classements mondiaux

### Palmarès sur route
- 2002[1]
  - 3e du Tour de Namur
- 2003
  - 3e du Grand Prix Wieler Revue
- 2005
  - 3e de la Prova de Abertura
- 2006
  - 4e du Tour de l'Avenir
- 2012
  - 2eb étape du Tour de l'Ain (contre-la-montre par équipes)
- 2015
  - 2e de l'Aquece Rio-International Road Cycling Challenge
- 2017
  - Tour de Yorkshire :
    - Classement général
    - 3e étape
- 2018
  - 3e du Tour de Yorkshire

### Résultats sur les grands tours

#### Tour de France
6 participations
- 2010 : 107e
- 2015 : 13e
- 2016 : 42e
- 2017 : 19e
- 2018 : non-partant (16e étape)
- 2019 : 77e

#### Tour d'Italie
4 participations
- 2009 : 33e
- 2012 : 47e
- 2013 : 77e
- 2014 : 31e

#### Tour d'Espagne
3 participations
- 2012 : 24e
- 2013 : 31e
- 2017 : non-partant (12e étape)

### Classements mondiaux
| Année                                 | 2005 | 2006 | 2007 | 2008 | 2009  | 2010 | 2011 | 2012 | 2013 | 2014 | 2015 | 2016 | 2017 | 2018 | 2019  | 2020  |
| ------------------------------------- | ---- | ---- | ---- | ---- | ----- | ---- | ---- | ---- | ---- | ---- | ---- | ---- | ---- | ---- | ----- | ----- |
| Calendrier mondial                    |      |      |      |      | 179e  | nc   |      |      |      |      |      |      |      |      |       |       |
| UCI World Tour                        |      |      |      |      |       |      | nc   | nc   | nc   | nc   |      | 150e | 163e | 198e |       |       |
| Classement mondial                    |      |      |      |      |       |      |      |      |      |      |      | 269e | 279e | 340e | 1067e | 1500e |
| UCI Europe Tour                       | 692e | 326e | 782e | 612e | 1178e |      |      |      |      |      | 402e | 665e | 289e | 307e | 763e  | 1120e |
| UCI Asia Tour                         | nc   | nc   | nc   | nc   | nc    |      |      |      |      |      | nc   | 336e | nc   | nc   |       |       |
| UCI America Tour                      | nc   | nc   | nc   | nc   | nc    |      |      |      |      |      | 102e | 246e | nc   | nc   |       |       |
| UCI Oceania Tour                      | nc   | 70e  | nc   | nc   | nc    |      |      |      |      |      | 57e  | nc   | nc   | nc   |       |       |
|                                       |      |      |      |      |       |      |      |      |      |      |      |      |      |      |       |       |
| Légende : nc = non classéSource : UCI |      |      |      |      |       |      |      |      |      |      |      |      |      |      |       |       |